# Громов Олександр Георгійович
Олександр Георгійович Громов (нар. 3 жовтня 1904, село Дальнє, тепер Можайського району Московської області, Російська Федерація — 1985) — радянський військовий політпрацівник, начальник Політичного управління Київського військового округу, генерал-лейтенант. Депутат Верховної Ради УРСР 4—5-го скликань.

## Біографія
Народився у багатодітній родині Георгія Івановича (ткача Московської текстильної фабрики) та Дарії Іванівни (селянки-домогосподарки) Громових. У 1916 році закінчив чотирикласне земське початкове училище. У серпні 1917 року переїхав до Москви, де розпочав трудову діяльність учнем складача типографії.
З березня 1919 до жовтня 1927 року працював складачем 36-ї типографії Бауманського району у місті Москві. Був членом комсомолу. З 1924 року — член Бауманського районного комітету комсомолу міста Москви.
Член РКП(б) з 1924 року.
З березня 1925 року — депутат Московської міської ради. З грудня 1925 року — секретар комсомольського бюро, потім очолював партійну організацію типографії.
З 22 жовтня 1927 року — в Червоній армії. Службу розпочав підривником саперного батальйону 17-го стрілецького корпусу Українського військового округу (УВО) в місті Умані. У 1928 році навчався у школі молодшого командного складу батальйону, де був секретарем партійного осередку.
З квітня 1928 року — член комсомольського бюро, звільнений секретар комсомольської організації саперного батальйону. У 1928 році обирався членом Уманського окружного комітету комсомолу та членом бюро Уманського окружкому ЛКСМУ. Був делегатом VІІ з'їзду комсомолу України, який відбувся у квітні 1928 року в Харкові.
З січня 1930 року — помічник командира 4-ї роти із політичної частини, із січня 1931 року — політичний керівник 1-ї роти, а з травня 1931 року — політичний керівник зведеної курсантської роти саперного батальйону. У квітні 1932 року склав екзамени за військово-інженерне училище та здобув середню військово-інженерну освіту. З 1932 року служив політичним керівником школи молодшого командного складу саперного батальйону.
З квітня по листопад 1933 року — секретар партійного бюро 71-го Ульяновського стрілецького полку Самаро-Ульяновської Залізної дивізії Українського військового округу.
З листопада 1933 року — військовий комісар 9-го окремого гужово-транспортного батальйону дорожньо-будівельної бригади УВО у місті Переяславі Київської області (з лютого 1934 року — в Далекосхідному краї (ДСК) РРФСР, у селі Сальському, біля станції Іман; а з листопада 1935 року — в районі Краскіно Пос'єтського району ДСК, біля озера Хасан). З кінця 1935 року — військовий комісар будівельного батальйону в селищі Галенки (біля міста Ворошиловська-Усурійського) Далекосхідного краю. У травні 1936 року навчався на місячних курсах перепідготовки політичного складу військ у місті Хабаровську.
З травня 1936 року — військовий комісар 275-го стрілецького полку 92-ї стрілецької дивізії 39-го стрілецького корпусу Приморської групи військ Особливої Червонопрапорної Далекосхідної армії (ОЧДСА), який дислокувався у долині річки Монгугай Далекосхідного краю. У листопаді 1937 року закінчив тримісячні курси військових комісарів полків у Москві. У листопаді 1937 — січні 1938 року — виконувач обов'язків начальника політичного відділу 92-ї стрілецької дивізії 39-го стрілецького корпусу Приморської групи військ ОЧДСА Далекосхідного краю.
З січня 1938 року — виконувач обов'язків військового комісара, з червня 1938 року — виконувач обов'язків начальника політичного відділу, з серпня 1938 року — заступник начальника політичного відділу, а з січня до грудня 1939 року — начальник політичного відділу 35-ї Сибірської Червонопрапорної стрілецької дивізії Хабаровської групи військ Особливої Червонопрапорної Далекосхідної армії (з червня 1938 року — Червонопрапорного Далекосхідного фронту), яка дислокувалася біля міста Бікін Далекосхідного краю.
З січня 1940 року — військовий комісар, а з серпня 1940 року — заступник командира дивізії із політичної частини — начальник відділу політичної пропаганди 101-ї гірничо-стрілецької дивізії Червонопрапорного Далекосхідного фронту, яка дислокувалася на Камчатці.
З січня 1941 року — заступник командира дивізії із політичної частини — начальник відділу політичної пропаганди 35-ї Сибірської Червонопрапорної стрілецької дивізії 15-ї армії Далекосхідного фронту. Під час німецько-радянської війни з липня 1941 року служив військовим комісаром 35-ї Сибірської Червонопрапорної стрілецької дивізії 35-ї армії Далекосхідного фронту.
З червня 1942 року — військовий комісар, з жовтня 1942 — заступник командира корпусу із політичної частини, а з травня 1943 — заступник командира корпусу із політичної частини — начальник політичного відділу 5-го стрілецького корпусу 1-ї Червонопрапорної армії Далекосхідного фронту, який дислокувався у Приморському краї.
З серпня 1943 року — начальник політичного відділу 25-ї армії Далекосхідного фронту. Учасник радянсько-японської війни з серпня 1945 року: начальник політичного відділу 25-ї армії 1-го Далекосхідного фронту. Брав участь в окупації радянськими військами Маньчжурії та Північної Кореї. У складі окупаційних радянських військ перебував у місті Пхеньяні (столиці Північної Кореї) до 1947 року.
У серпні 1947 — лютому 1949 року — на відповідальній військово-політичній роботі у Білоруському військовому окрузі.
У лютому 1949 — березні 1950 року — слухач курсів вищого і старшого політичного складу при Військово-політичній академії імені Леніна.
У квітні 1950 — листопаді 1954 року — начальник Політичного управління Таврійського військового округу.
У листопаді 1954—1957 роках — начальник Політичного управління Київського військового округу.
З 1957 до 1964 року — 1-й заступник начальника Політичного управління Київського військового округу.
З січня 1965 року — у відставці. Очолював військово-патріотичну секцію Українського республіканського об'єднання «Знання». Автор книги мемуарів «По зову партии» (1985).
Помер наприкінці жовтня 1985 року.

## Звання
- старший політрук (1936)
- батальйонний комісар (1938)
- полковий комісар (.12.1939)
- полковник (1942)
- генерал-майор (1954)
- генерал-лейтенант

## Нагороди
- орден Леніна
- орден Червоного Прапора (8.09.1945)
- два ордени Червоної Зірки (4.06.1944, 2.11.1944)
- орден Вітчизняної війни 1-го ст. (6.04.1985)
- медаль «За перемогу над Німеччиною у Великій Вітчизняній війні 1941—1945 рр.»
- медалі
- Почесна грамота Президії Верховної Ради Української РСР (1964)